# Ulrika Nilsson (journalist)
Ulrika Nilsson, född 19 juni 1965 i Göteborg, är en svensk journalist och nyhetsankare som arbetar för TV4 och som tidigare varit verksam för CNN, TV3, SVT och olika lokala amerikanska kanaler.

## Utbildning och karriär
Nilsson studerade journalistik vid University of Kansas i USA under fyra år och avlade examen 1989. Hon arbetade därefter som reporter på den lokala ABC-stationen i Topeka och på NBC-stationen i Kansas City. Därefter flyttade hon till Sverige för att arbeta med Lyckohjulet i TV3, TV4:s Go'morron och för TV2 i Göteborg.
Vid starten av TV4:s Go'morron, nuvarande Nyhetsmorgon, 1992 började hon som väderpresentatör. År 1993 fotograferades hon för tidskriften Magazine Café.
Årsskiftet 1994–1995 lämnade Nilsson TV4 och flyttade till Atlanta för att arbeta på CNN. Hon inledde karriären inom bolaget med att skriva nyheter åt andra ankare. Från januari 1997 var hon även programledare på CNN. Somrarna 1998 och 1999 återvände hon tillfälligt till TV4 som sommarvikarierande nyhetsankare. Nilsson bodde i USA i flera år tillsammans med sin mor.
I januari 2000 återvände hon mer permanent till TV4 för att leda det nya utökade programmet Nyhetstimmen tillsammans med Bengt Magnusson. Nyhetstimmen lades ner innan året var slut, men Nilsson har fortsatt att vara programledare i Nyheterna.